# أنطوان مارتينيز
أنطوان مارتينيز (بالفرنسية: Antoine Martinez)‏ (7 ديسمبر 1959 غرناطة إسبانيا - ) هو لاعب كرة قدم فرنسي، يلعب كلاعب وسط، لعب 398 مباراة وسجل 34 هدف.

## مسيرته

### مسيرته مع الأندية
- 1977 - 1981 لعب مع نادي بيزيرز 123 مباراة سجل خلالها 16 هدف.
- 1981 - 1985 لعب مع جيروندان بوردو 111 مباراة سجل خلالها 8 أهداف.
- 1985 - 1987 لعب مع أولمبيك مارسيليا 38 مباراة سجل خلالها 5 أهداف.
- 1987 - 1990 لعب مع نادي كان 67 مباراة سجل خلالها 4 أهداف.
- 1990 - 1992 لعب مع نادي إستر 59 مباراة سجل خلالها هدف.

## روابط خارجية
- أنطوان مارتينيز على موقع قاعدة بيانات كرة القدم.إي يو (الإنجليزية)
- أنطوان مارتينيز على موقع عالم كرة القدم.نت (الإنجليزية)